# 子ども観
子ども観（こどもかん）とは、子どもとはどのようなものであるか、子どもにどのような子ども時代を与えるべきかを問う視点を指す。
中世以前や、開発途上国など、貧困のため子どもに成長する権利を保障できない（子どもに労働を要請せざるを得ない）社会では、ほとんど問題にならない。子どもはおとなの未熟な姿に過ぎず、家督相続や一家の労働力の問題として語られる場合が多かった。
子ども観を最初に問うたのは、ジャン・ジャック・ルソーであり、18世紀のフランス社会を舞台にした「エミール」が、現代もなお教育学部でバイブルのように扱われている。
戦前は、大正時代の「赤い鳥」に見られるように、上流階級では、子ども観が芽生えていた。私立小学校では、純真無垢の象徴として半ズボン制服が採用されていた。しかし、庶民層では、丁稚奉公に見られるように、一家の労働力として子どもが見られる場合が多かった。
戦後は、戦災孤児が、やむを得ない存在として存在していた時期もあるが、児童福祉法を根拠に、保護されるべき存在としての地位を確立していく。戦後復興と共に、働く子どもは消えて行き、都市近郊の新中間層の子どもが平均的かつ理想的な子ども像として描かれるようになる。小学生以下は、成長する権利と、保護される権利を享受する代わりに、おとなに服従する義務、若者と同一視しない可愛い存在である義務を、法律的にではなく社会通念で求められた。